# اتاق بازرگانی و صنایع ایران و چین
اتاق بازرگانی و صنایع ایران و چین تشکلی با تابعیت ایرانی، غیر تجاری و غیرانتفاعی است که به منظور توسعه روابط اقتصادی بین ایران و چین و بر اساس قوانین و آئین‌نامه‌های مصوب اتاق بازرگانی و صنایع ایران تشکیل و در بخش‌های بازرگانی-صنعتی-معدنی و خدماتی در راستای توسعه پایدار اقتصادی جهت تشویق، تحکیم و توسعه روابط و مبادلات اقتصادی ایرانی و چینی از طریق افزایش قوه ابتکار و انگیزش فردی، ارائه مشورتهای لازم به فعالان و تصمیم گیران اقتصادی دو کشور و اعلام ارزش‌های اقتصادی سالم، مدرن و رو به رشد فعالیت می‌کند. این اتاق در سال ۱۳۸۰ با ۶۵ عضو فعالیت خود را آغاز نمود و هم‌اکنون با بیش از ۸۰۰۰ عضو یکی از بزرگ‌ترین اتاق‌های بازرگانی کشور که توسط تاجر نامدار اسدالله عسگراولادی تأسیس شده است.

## وظایف
1. ایجاد بانک‌های اطلاعات اقتصادی از روابط دو کشور و قوانین و مقررات دو کشور
2. برگزاری رویدادهای تجاری و نمایشگاه‌ها با هدف ایجاد فرصتهای اقتصادی دو کشور
3. ارتباط با مقامات تصمیم ساز و تصمیم‌گیر دو کشور
4. شناسایی به هنگام تنگناهای روابط اقتصادی دو کشور
5. فراهم آوردن امکانات جهت سرمایه‌گذاری مشترک دو کشور
6. شناسایی و ارائه راهکارهای حمایت سلامت روابط تجاری
7. ارتقاء آگاهی‌های اعضاء از طریق آموزش
8. ایجاد زمینه‌های شناخت جوامع طرفین
9. ارتقاء مستمر کمی و کیفی اتاق[نیازمند منبع]

## عضویت
دارندگان کارت بازرگانی یا کارت تعاون می‌توانند جهت عضویت در این اتاق اقدام نمایند.

## اعضای هیئت مدیره
- مجید رضا حریری: رئیس هیئت مدیره
- مهدی چنگیزی آشتیانی: نایب رئیس اول
- مصطفی مالکی تهرانی: نایب رئیس دوم
- فرهاد منصوبی: خزانه دار
- افشین امینی: عضو هیئت مدیره
- آرش سلطانی: عضو هیئت مدیره
- بهرام ملکی دلارستاقی: عضو هیئت مدیره
- یوسف باپیری: عضو هیئت مدیره
- حیدر مغنی: عضو هیئت مدیره
- سمیه یار محمدی: بازرس اول
- عبدالرضا انصاری: بازرس دوم
- مریم سادات سمیعانی فر: دبیر[۱]